# Kasteelgoed (Oostwinkel)
Het Kasteelgoed is een historische plaats in de tot de Oost-Vlaamse gemeente Lievegem behorende plaats Oostwinkel, gelegen aan Leendreef 13.

## Geschiedenis
Vanouds lag hier het foncier van de heerlijkheid van Oostwinkel die voor het eerst in 1216 werd vermeld. Eind 17e eeuw werd dit beschreven als een behuysde hofstede en mote ommewalt met chingels buyten de walle. Begin 18e eeuw werd er, in opdracht van P. Du Moncheaux, een kasteel gebouwd. Van 1730-1788 was dit eigendom van de familie De Walckiers. Omstreeks 1750 werd het kasteel nog uitgebreid. In 1788 kwam het in handen van de familie Papeleu. In 1837 werd in opdracht van deze familie een nieuwe voorgevel gebouwd, naar ontwerp van Louis Minard. In 1839 werd het kasteel verkocht, maar raakte in verval. Gebouwen werden gesloopt en grachten gedempt. Uiteindelijk werd ook de kasteelhoeve gesloopt en vervangen door een woonhuis. Wat bleef waren twee koetshuizen van einde 18e eeuw, waarvan één nog redelijk in oorspronkelijke staat.